# دیوید تانر (دوچرخه‌سوار)
دیوید تانر (اسپانیایی: David Tanner‎؛ زادهٔ ۳۰ سپتامبر ۱۹۸۴) دوچرخه‌سوار اهل استرالیا است.
از باشگاه‌هایی که در آن رکاب زده‌است می‌توان به آی‌ای‌ام سایکلینگ، دلکو–مارسی پوونس کی‌تی‌ام، تیم دوچرخه‌سواری بارلوورد، تیم تینکوف، و تیم لوتوان‌ال–یومبو اشاره کرد.